# گالاتیا

استان گالاتیا در امپراتوری روم، ۱۱۷ پس از میلاد.

گالاتیا نام سرزمینی باستانی در بلندی‌های میانه آناتولی در ترکیه کنونی است. گالاتیا در جنوب بیتینی و پافلاگونیا، شمال لوکائونیا، غرب پونتوس و کاپادوکیه و شرق فریجیه جای داشته‌است، راستی این است که گالاتیا در در بخش خاوری فریجیه کهن بوده‌است که گُل‌ها (سلت‌ها) به آن سرزمین تاختند و نام خویش را بر آن نهادند. آنکارا پایتخت کشور کنونی ترکیه در گالاتیای باستانی جای گرفته‌است.

## گالاتیای سلتی

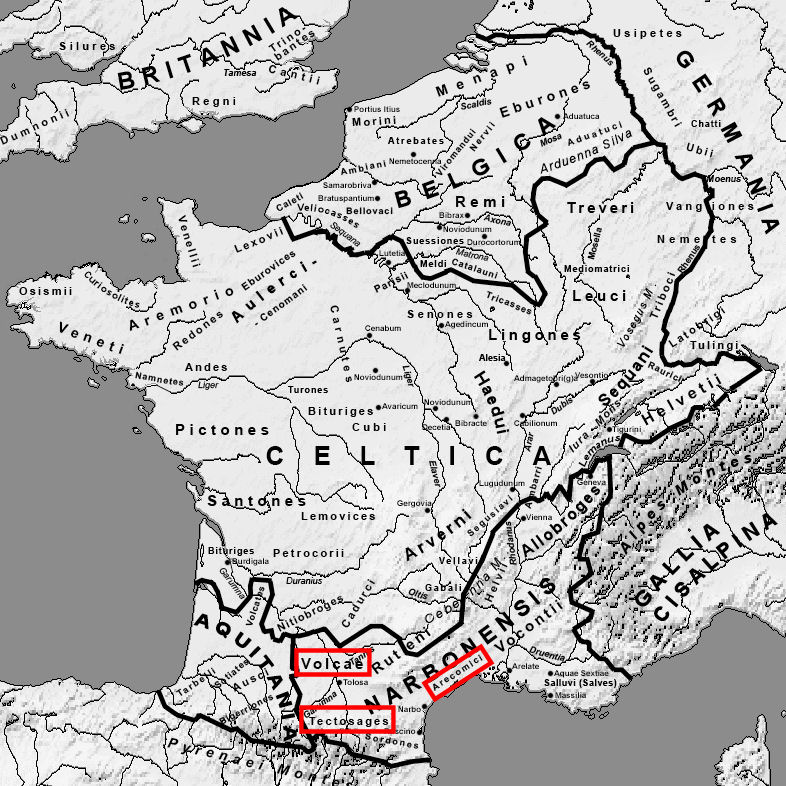
منطقه تکتوساگس در سرزمین گل

گلها در سده سوم پیش از میلاد از تراس به اینجا کوچیدند. گاهی به اینجا سرزمین خاوری گل هم گفته شده‌است. نویسندگان رومی مردمان این سامان را گالی خوانده‌اند. در آینده که این مردمان با یونانیان و دیگر باشندگان این سرزمین آمیختند رومیان اینجا را گالوگرِسیا Gallo-Graecia خواندند.
گل‌هایی که از راه مقدونیه به این سرزمین آمده بودند از سپاه برنوس جدا شدند و رهبری ایشان را در این کوچ دو تن به نامهای لئونوریوس و لوتاریوس بر عهده داشتند. اینان در سالهای ۲۷۸–۲۷۷ پیش از میلاد به آسیای صغیر رسیدند و شاه بطلمیوس کرائنوس را در تاخت و تازهایشان کشتند ولی سرانجام کسی به نام آنتیگونوس گوناتاس آنها را راند.
ولی هنوز چندی از این رویداد نگذشته بود که نیکومدس یکم شاه بیتونیا از ایشان برای پیروزی در جنگ خانگی با برادرش یاری خواست. سه قبیله از گل‌ها به نامهای تروکمی، تولیستوبوگی و تکتوزاگس باز به آسیای میانه آمدند تا به نیکومدس یاری رسانند. آنها ده هزار جنگجو و به همین اندازه از زن و کودک بودند. سرانجام آنتیوخوس یکم پادشاه سلوکی آنها را شکست داد. فیلهای جنگی سلوکیان آنها را شوکه ساخت. به هر روی این شکست به معنای نابودی گل‌ها نبود.
پس از این گلها به بخشی از آسیای کوچک، کوچیدند که زمانی دراز در آن ماندگار شدند یعنی همان بخش خاوری فریجیه که پیشتر گفتیم و از آن پس گالاتیا خوانده شد. آنها همان‌جا ماندند و مرزهایشان را تا بیتونیا گستردند و نیازهای زندگی خویش را با تاراج همسایگانشان برآورده می‌کردند.
بر پایه گفته استرابون تاریخ‌نگار یونانی هر قبیله از گلها به دو بخش تقسیم می‌شد که هر بخش را یک سرکرده رهبری می‌کرد. از کارهای او داوری میان ایشان بود که او در این کار تا مرز کشتن یک تن نیز آزادی کارکرد داشت. سرکرده نیز می‌بایست آزمون خویش را در این کار پس می‌داد. اینان در جایی گرد هم می‌آمدند که 'Drynemeton' یا معبد بلوط نام داشت و اینجا را مقدس می‌دانستند. مردمان کاپادوکیه از دست گل‌ها بر برج و باروی شهرهای خویش افزودند تا جلوی تاراج ایشان را بگیرند.
گل‌ها به راستی جنگجویانی دلیر بوده‌اند، یونانیان و رومیها آنان را ستوده‌اند. از آنجا که مزدور هم می‌شدند گاه پیش می‌آمد که در جنگی رویاروی یکدیگر شمشیر بزنند. سردستگان و سربازان مزدور گل، سالها بخش خاوری آسیای میانه را عرصه تاخت و تاز خویش قرار داده بودند. آنها از اینکه روبروی یکدیگر شمشیر بزنند نیز ابایی نداشته و همدیگر را سرزنش نمی‌کردند. تا آنکه زیر فرمان آنتیوخوس هیراکس شاهزاده خائن سلوکی که بر آسیای کوچک فرمان می‌راند جای گرفتند. هیراکس کوشید تا شاه آتالوس یکم را شکست دهد، ولی شهرهای یونانی‌نشین زیر فرمان این شاه و ارتشش نزدیک به سال ۲۳۲ چندین ضربه سخت به ایشان وارد آوردند که آنان ناچار شدند در جای زندگی خویش بمانند و بیرون نیایند. این شکست حتی در هنر هلنی مردمان آن منطقه جلوه یافته‌است. قبیله‌های سه‌گانه گلها در سه نقطه به نامهای آنکورا (امروز آنکارا)، پسینوس وتاویوم جاگیر شدند.
البته این شکست نیروی آنان را به پایان نبرد چه همین پادشاه پیروز چندی پس از آن از توان رزمی ایشان بهره گرفت.
نزدیک به سده دوم پیش از میلاد گل‌ها تبدیل به همپیمانانی برای آنتیوخوس سوم شاه سلوکی شده بودند؛ ولی پس از شکست شاه سلوکی از رومیان، رومیان برای ایشان محافظانی گذاشتند تا بر کارهایشان دیدبانی داشته باشند. همچنین سپاهی برای دفع ایشان فرستاد که آنها را شکست داد. اینچنین آنها زیر چیرگی فرمانروایی رومیان در کرانه دریای سیاه قرار گرفتند؛ ولی به زودی رویدادی آنان را از وضع رهانید و آن جنگهای مهردادی بود. در این جنگ آنان از روم پشتیبانی کردند.
آنها در سال ۶۴ پیش از میلاد نظام و قانونی هم داشته‌اند که البته امروزه در دست نیستویکی از رهبران آنها دیوتاروس همدوره یا ژولیوس سزار بوده‌است. او دو سردسته دیگر را کنار زد و رومیان نیز او را به نام شاه گالاتیا به رسمیت شناختند. در ۲۵ پیش از میلاد که سومین شاه گالاتیا درگذشت این سرزمین به امپراتوری روم ضمیمه شد. جانشین این واپسین شاه هم به نشان وفاداری از امپراتور روم در نزدیکی شهر آنکارا کنونی معبدی برای خدایگانی فریجی ساخت. گلها آیین چندخدایی سلتی رومی داشتند.
در انجیل آمده‌است که پولس قدیس حواری عیسی در راه دعوتش به همراه سیلاس و تیموتی به سرزمین گلها رسیده‌اند و آنها را گرفتار بیماری دیده‌اند. آنها را موعظه نموده‌اند. مردمان گاتالیا با شور او را پذیرفته‌اند؛ ولی گویا پس از آن بی‌وفایی پیشه کرده و با سنگ او را تا مرز مرگ زده‌اند.
دربارهٔ سرنوشت آنها می‌نماید که آنها در میان یونانیان و سده‌ها پس از آن با ترکان -که به تازگی پا به این سرزمین می‌گذاشتند - آمیخته شده‌اند.

## نگارخانه

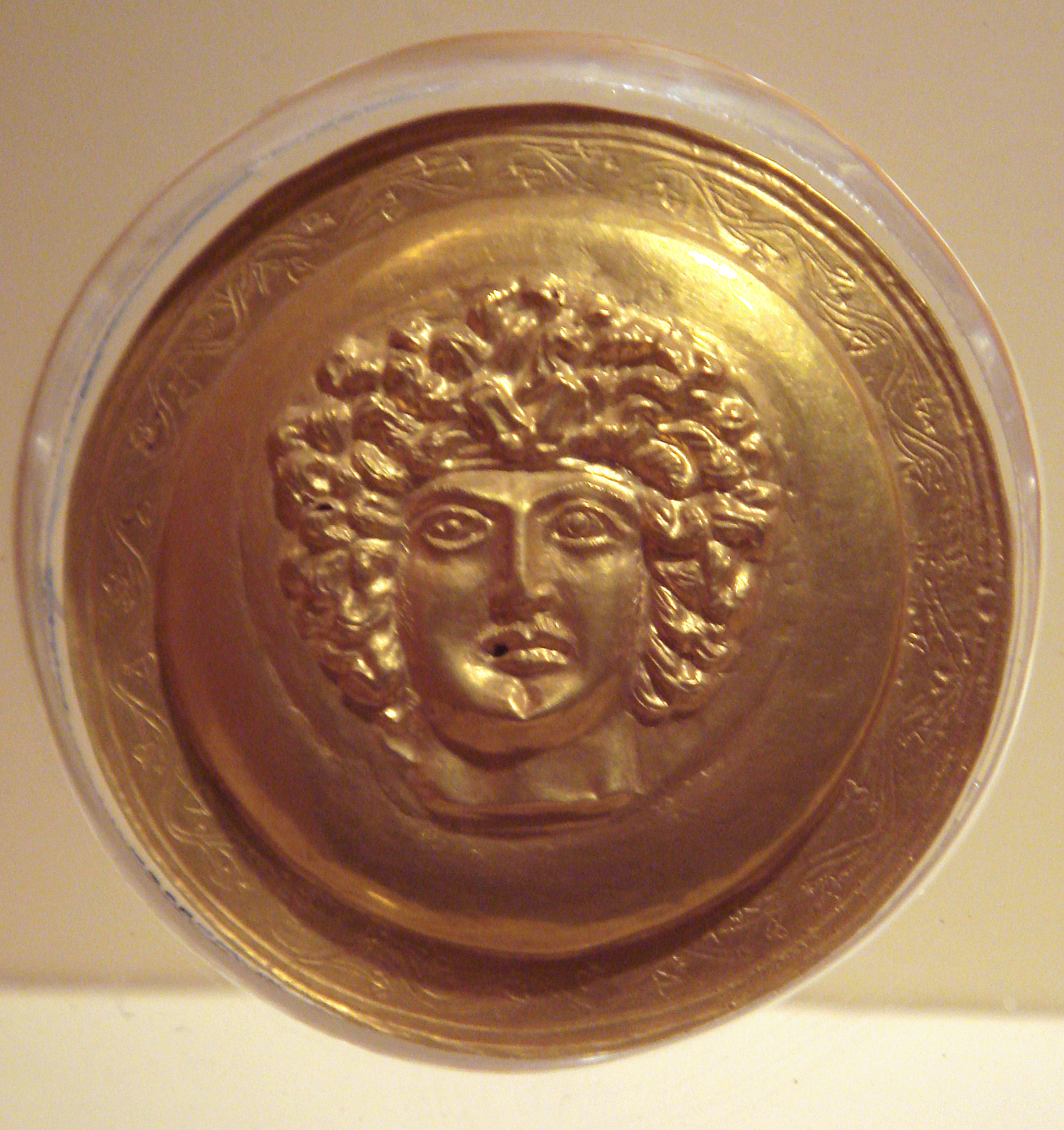
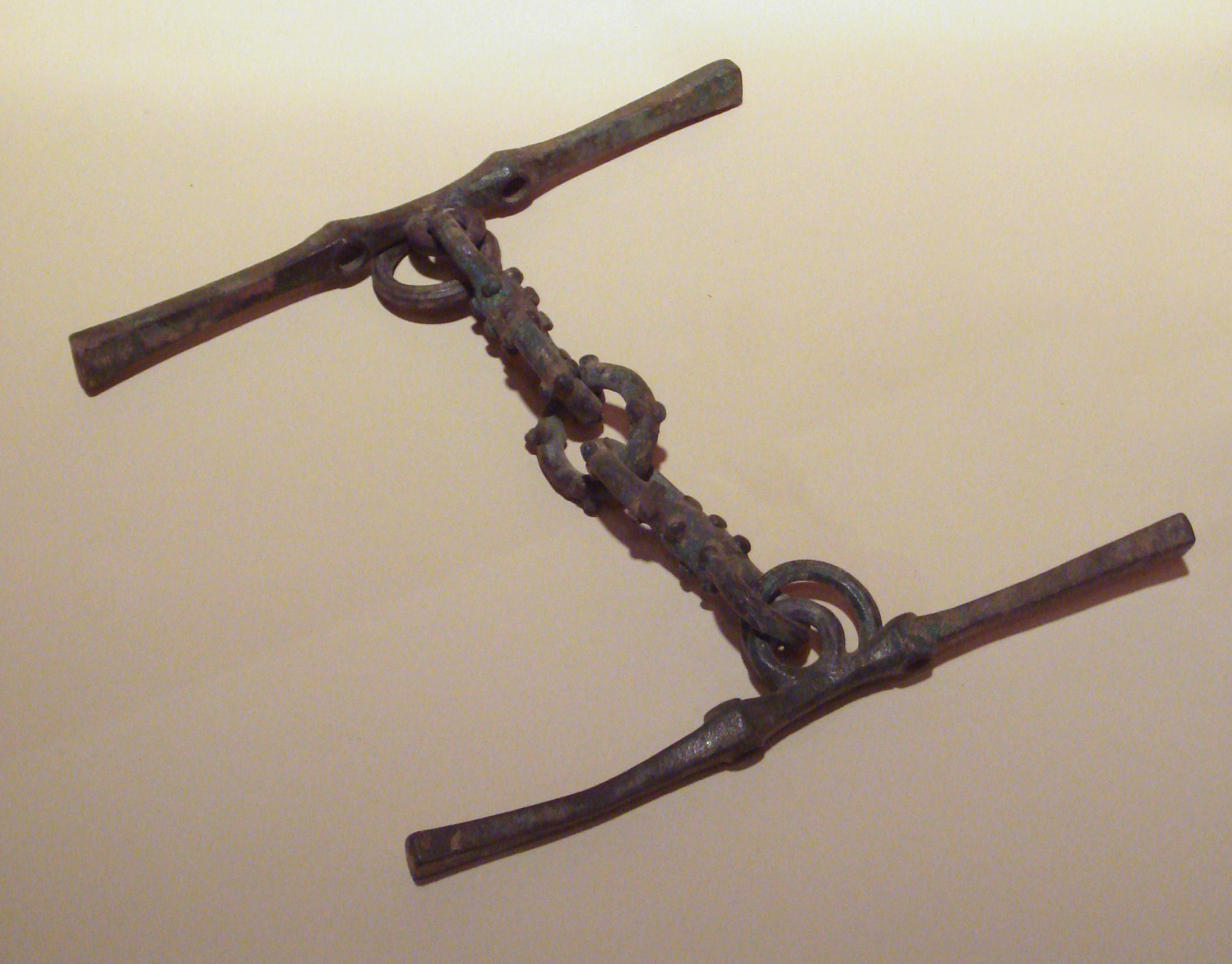
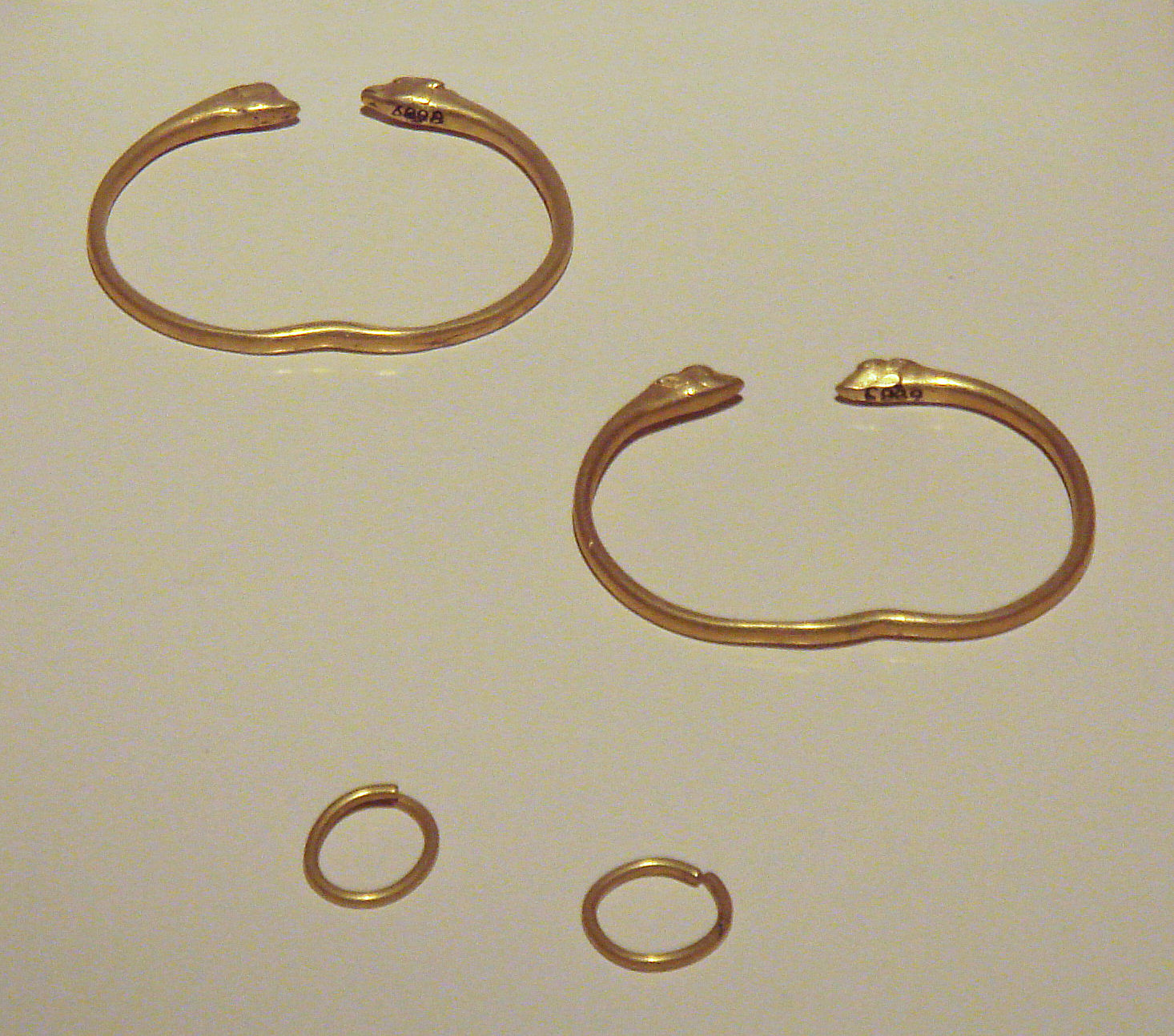
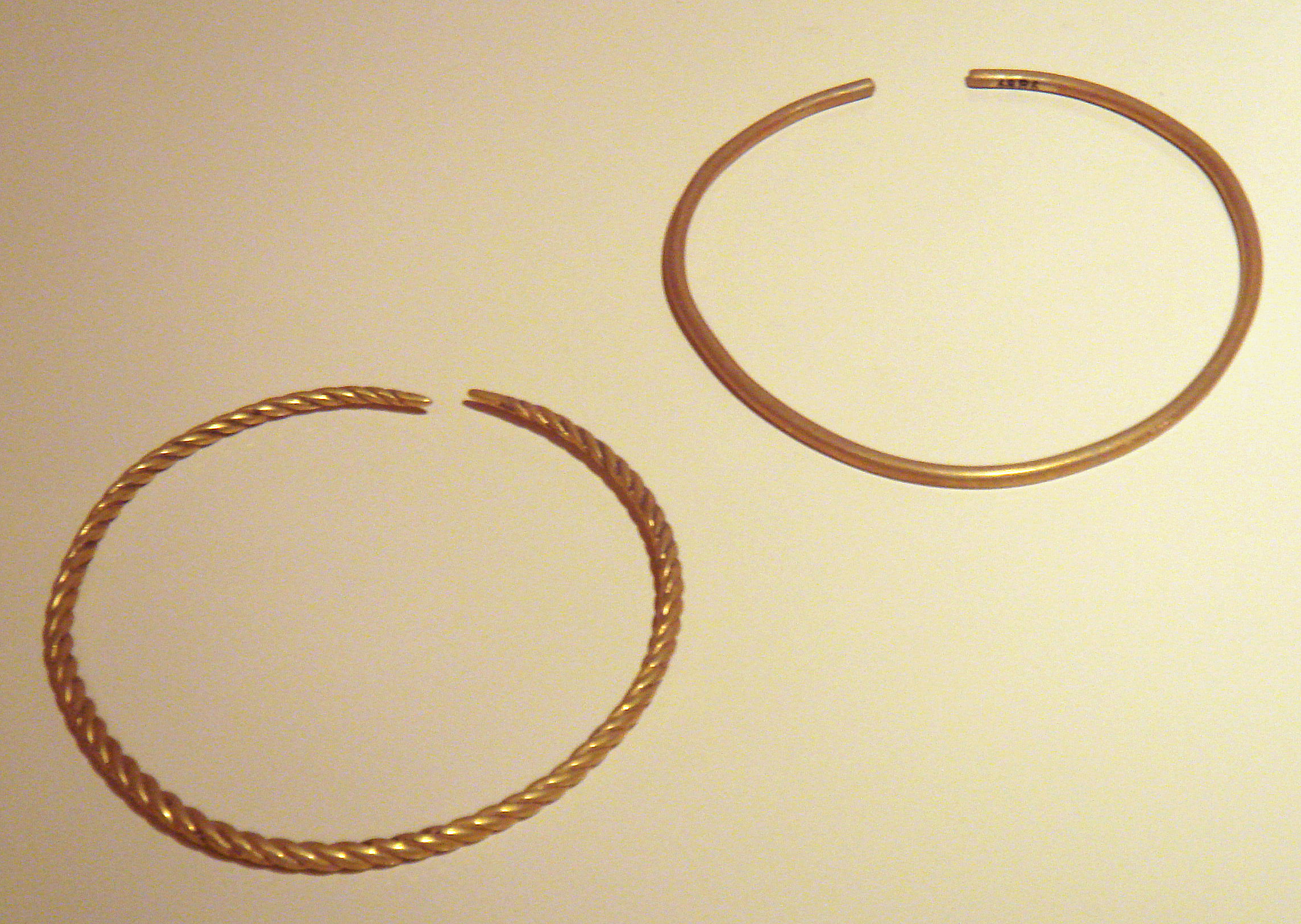
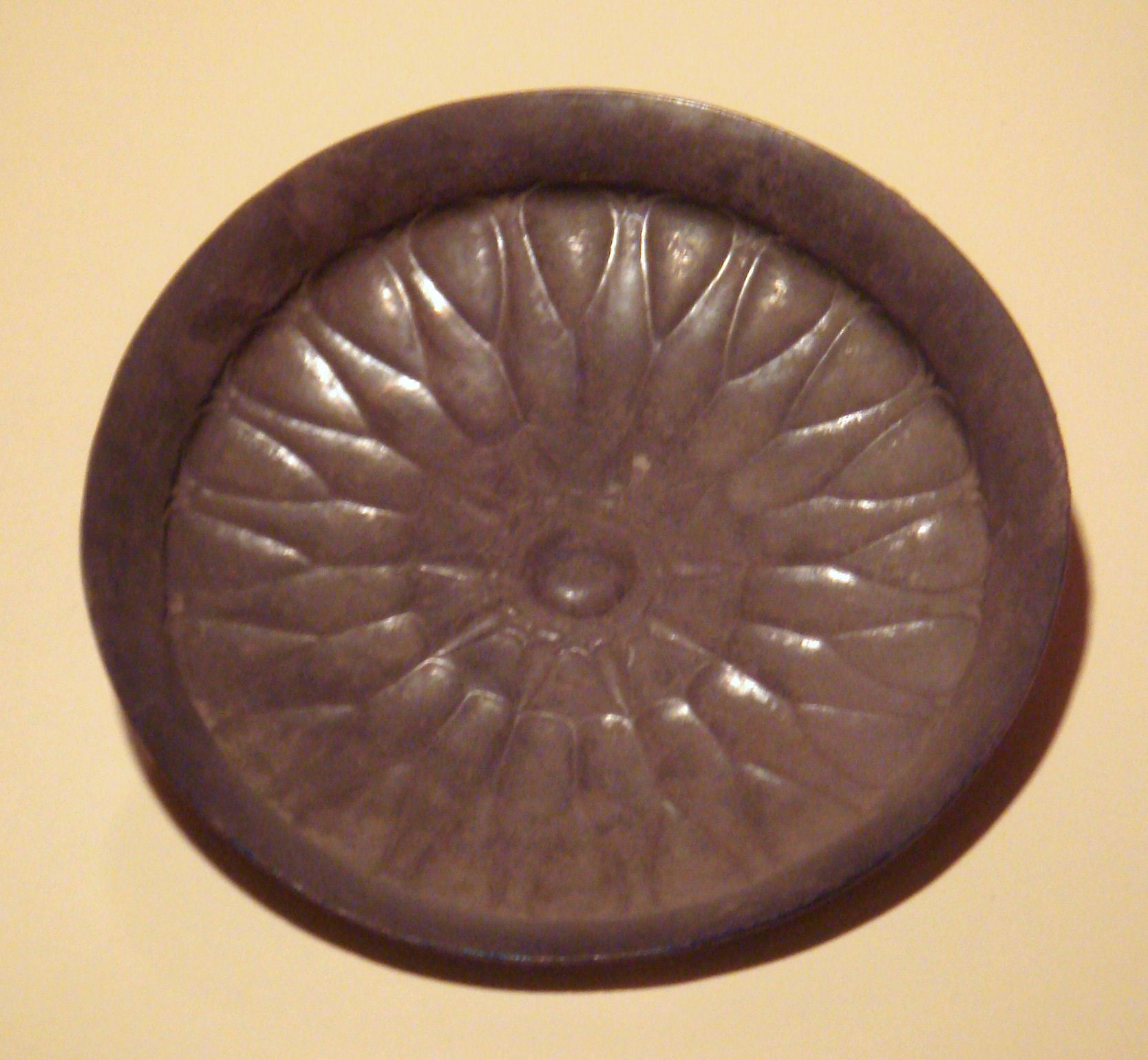
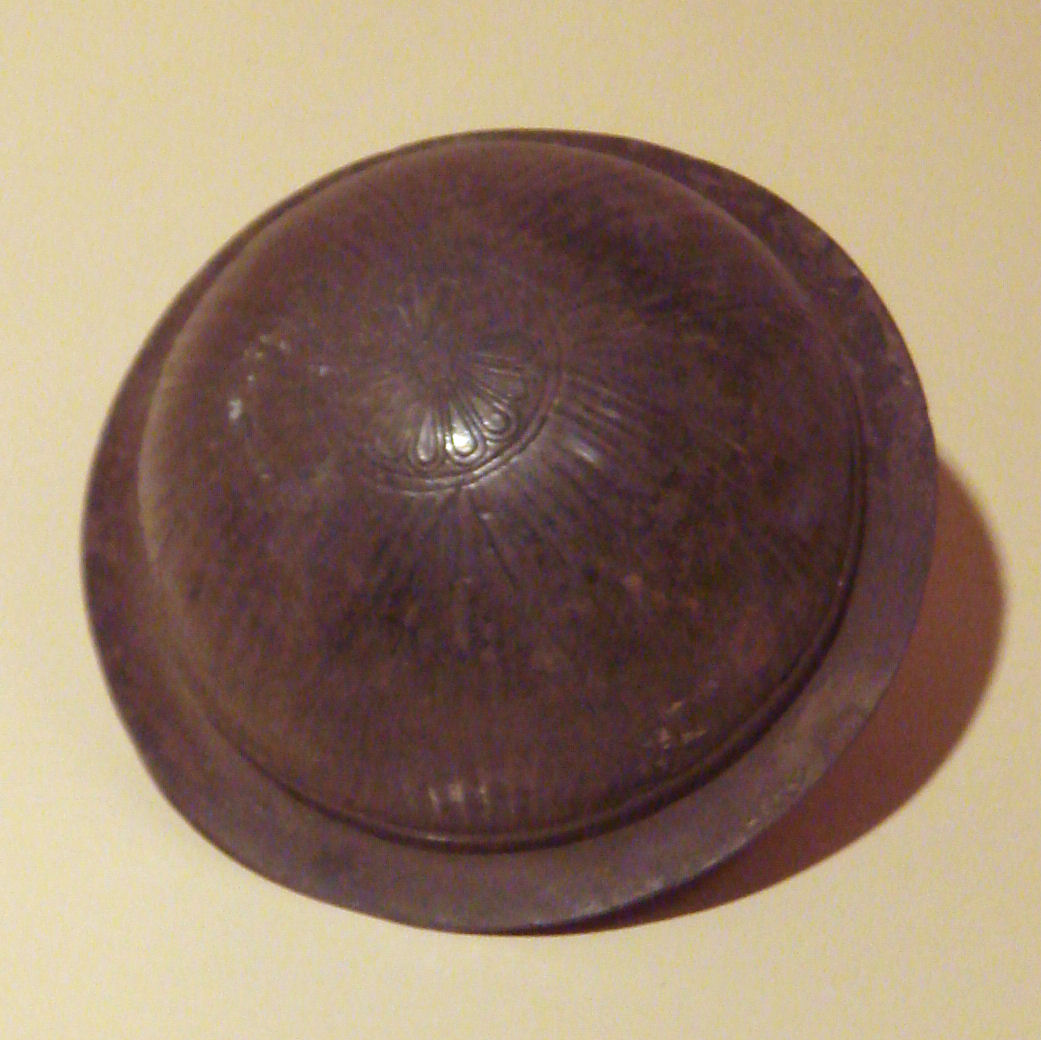